# العلاقات الأفغانية الكمبودية
العلاقات الأفغانية الكمبودية هي العلاقات الثنائية التي تجمع بين أفغانستان وكمبوديا.

## مقارنة بين البلدين
هذه مقارنة عامة ومرجعية للدولتين:
| وجه المقارنة                                              | أفغانستان                    | كمبوديا                   |
| --------------------------------------------------------- | ---------------------------- | ------------------------- |
| المساحة (كم2)                                             | 652.23 ألف                   | 181.03 ألف                |
| عدد السكان (نسمة)                                         | 34.94 مليون                  | 16.01 مليون               |
| الكثافة السكانية (ن./كم²)                                 | 53.57                        | 88.44                     |
| العاصمة                                                   | كابل                         | بنوم بنه                  |
| اللغة الرسمية                                             | اللغة البشتوية، اللغة الدرية | اللغة الخميرية            |
| العملة                                                    | أفغاني                       | ريال كمبودي، دولار أمريكي |
| الناتج المحلي الإجمالي (بليون دولار)                      | 20.82 مليار                  | 22.16 مليار               |
| الناتج المحلي الإجمالي (تعادل القوة الشرائية) بليون دولار | 62.62 مليار                  | 54.37 مليار               |
| الناتج المحلي الإجمالي الاسمي للفرد دولار أمريكي          | 594                          | 1.16 ألف                  |
| الناتج المحلي الإجمالي للفرد دولار أمريكي                 | 1.93 ألف                     | 3.26 ألف                  |
| مؤشر التنمية البشرية                                      | 0.479                        | 0.555                     |
| رمز المكالمات الدولي                                      | +93                          | +855                      |
| رمز الإنترنت                                              | .af                          | .kh                       |
| المنطقة الزمنية                                           | ت ع م+04:30                  | ت ع م+07:00               |

## منظمات دولية مشتركة
يشترك البلدان في عضوية مجموعة من المنظمات الدولية، منها:
| علم المنظمة | اسم المنظمة                               | تاريخ انضمام أفغانستان | تاريخ انضمام كمبوديا |
| ----------- | ----------------------------------------- | ---------------------- | -------------------- |
|             | وكالة ضمان الاستثمار متعدد الأطراف        | 16 يونيو 2003          | 1 ديسمبر 1999        |
|             | منظمة الشرطة الجنائية الدولية             | ?                      | ?                    |
|             | منظمة حظر الأسلحة الكيميائية              | ?                      | ?                    |
|             | الأمم المتحدة                             | 19 نوفمبر 1946         | 14 ديسمبر 1955       |
|             | مؤسسة التمويل الدولية                     | 23 سبتمبر 1957         | 26 مارس 1997         |
|             | يونسكو                                    | 4 مايو 1948            | 3 يوليو 1951         |
|             | مؤسسة التنمية الدولية                     | 2 فبراير 1961          | 22 يوليو 1970        |
|             | بنك التنمية الآسيوي                       | 1966                   | 1966                 |
|             | البنك الدولي للإنشاء والتعمير             | 14 يوليو 1995          | 22 يوليو 1970        |
|             | المركز الدولي لتسوية المنازعات الاستشارية | 25 يوليو 1968          | 19 يناير 2005        |
|             | الاتحاد البريدي العالمي                   | ?                      | ?                    |
|             | الاتحاد الدولي للاتصالات                  | 12 أبريل 1928          | 10 أبريل 1952        |

## وصلات خارجية
- موقع وزارة الخارجية الأفغانية
- موقع وزارة الخارجية الكمبودية